# 韋克什尼艾
韋克什尼艾是立陶宛的城市，位於該國西北部，距離馬熱伊基艾17公里，由特爾希艾縣負責管轄，2010年人口2,183。第二次世界大戰期間，鎮上的猶太人居民在1941年8月4日被納粹德國全數殺害。